# Els bons professors
Els bons professors (títol original en francès, Un métier sérieux) és una pel·lícula de comèdia dramàtica francesa del 2023 escrita i dirigida per Thomas Lilti. És protagonitzada per Vincent Lacoste juntament amb François Cluzet, Adèle Exarchopoulos, Louise Bourgoin, William Lebghil, Lucie Zhang i Bouli Lanners. S'ha doblat i subtitulat al català.
La pel·lícula va ser produïda per 31 Juin Films i Les Films du Parc juntament amb France 2 Cinéma, Le Pacte i Les Films de Benjamin.
Distribuïda per Le Pacte, la pel·lícula es va estrenar en cinemes a França el 13 de setembre de 2023. També va entrar a la selecció oficial del 71è Festival Internacional de Cinema de Sant Sebastià, en una projecció especial fora de competició.